# Basket Trapani 2001-2002
Questa voce raccoglie le informazioni riguardanti la Basket Trapani nelle competizioni ufficiali della stagione 2001-2002.

## Verdetti stagionali
Competizioni nazionali
- Serie B d'Ecc.:

stagione regolare: 6ª su 14 squadre nel Girone B;
Play-off: Quarti di finale;
Coppa Italia LNP: Sedicesimi di finale.

## Stagione
Il Basket Trapani 2001-2002 ha preso parte al campionato di Serie B d'Eccellenza.
Si è classificato al 6º posto nel serie B1 Girone B 2001-02, eliminata ai quarti di play-off dal New Wash Montichiari.

## Divise di gioco
Il fornitore ufficiale di materiale tecnico per la stagione 2001-2002 è HM.
| Casa | Trasferta |

## Organigramma societario
Area dirigenziale
- Presidente: Andrea Magaddino
- Vice Presidente: Nicola Magaddino
- Segretario: Antonino Fodale
- Direttore Sportivo: Giuseppe Grasso[1]
- Team Manager: Paolo Mollura

Area tecnica
- Allenatore: Gianni Montemurro
- Vice allenatore: Flavio Priulla
- Preparatore atletico: Giuseppe Montalbano

## Roster
| Basket Trapani 2001-2002 | Basket Trapani 2001-2002 |
| Giocatori                | Staff tecnico            |
| ------------------------ | ------------------------ |

| N. | Naz.                                     | Ruolo | Nome                              | Anno | Alt.   | Peso  |  |
| -- | ---------------------------------------- | ----- | --------------------------------- | ---- | ------ | ----- |  |
| 4  | Italia (bandiera)                        | P     | Davide Virgilio (C)               | 1972 | 180 cm | 70 kg |  |
| 5  | Italia (bandiera)                        | C     | Alfredo Passarelli                | 1965 | 205 cm |       |  |
| 6  | Italia (bandiera)                        | P     | Roberto Buonanno                  | 1970 | 189 cm |       |  |
| 7  | Italia (bandiera)                        | PG    | Valerio Picone                    | 1984 | 186 cm |       |  |
| 8  | Italia (bandiera)                        | PG    | Mario Piazza                      | 1969 | 194 cm |       |  |
| 9  | Italia (bandiera)                        | A     | Michele Bertinelli                | 1973 | 198 cm |       |  |
| 10 | Italia (bandiera)                        | G     | Sandro Trevisan                   | 1973 | 190 cm |       |  |
| 12 | Italia (bandiera)                        | A     | Giampaolo Zamberlan (dal 01/2002) | 1962 | 205 cm |       |  |
| 13 | Argentina (bandiera) · Italia (bandiera) | C     | Dario André                       | 1974 | 204 cm |       |  |
| 15 | Italia (bandiera)                        | C     | Marco Binetti                     | 1974 | 205 cm |       |  |
|    | Italia (bandiera)                        | A     | Gaspare Erice                     | 1984 | 192 cm |       |  |
|    | Italia (bandiera)                        | G     | Giuseppe D'Ales                   | 1984 | 195 cm |       |  |
|    | Italia (bandiera)                        |       | Vincenzo Ferrara                  |      |        |       |  |
|    | Italia (bandiera)                        |       | Antonino Casubolo                 |      |        |       |  |

| Allenatore                                                          |
| Gianni Montemurro                                                   |
| Assistente/i                                                        |
| Flavio Priulla Legenda - (C) Capitano - (IN) Inattivo - Infortunato |

## Mercato[2]

### Sessione estiva
| Arrivi           | Arrivi             | Arrivi              |
| R                | Nome               | da                  |
| ---------------- | ------------------ | ------------------- |
| G                | Sandro Trevisan    | Gorizia             |
| P                | Roberto Buonanno   | Basket Mestre       |
| P                | Mario Piazza       | Virtus Ragusa       |
| A                | Michele Bertinelli | B.C. Ferrara        |
| C                | Marco Binetti      | Benedetto XIV Cento |
| Altre operazioni |                    |                     |
| R                | Nome               | da                  |
| P                | Valerio Picone     | Free agent          |
| C                | Claudio Ciampi     | Virtus Imola        |

| Partenze         | Partenze           | Partenze           |
| R                | Nome               | a                  |
| ---------------- | ------------------ | ------------------ |
| P                | Roberto Fazzi      | Basket Cividale    |
| G                | Marco Di Salvatore | Latina Basket      |
| P                | Marco Lokar        | Free agent         |
| C                | Leonardo Carpineti | Sutor Montegranaro |
| AC               | Daniele Soro       | Libertas Forlì     |
| Altre operazioni |                    |                    |
| R                | Nome               | a                  |
| A                | Enrico Gaeta       | Juvecaserta        |
| G                | Mario Romeo        | Free agent         |

### Operazioni esterne alla sessione
| Arrivi | Arrivi              | Arrivi    |
| R      | Nome                | da        |
| ------ | ------------------- | --------- |
| C      | Giampaolo Zamberlan | Lumezzane |

| Partenze | Partenze       | Partenze  |
| R        | Nome           | a         |
| -------- | -------------- | --------- |
| C        | Claudio Ciampi | G.S. Riva |

## Risultati

### Campionato

#### Girone di andata
| Trapani 7 ottobre 2001 1ª giornata           | Basket Trapani | 83 – 65         | Pall. Patti | Palallio |
| Gianni Montemurro Allenatori Giuseppe Sidoti |                |                 |             |          |
|                                              |                |                 |             |          |
| Gianni Montemurro                            | Allenatori     | Giuseppe Sidoti |             |          |

| Rieti 14 ottobre 2001 2ª giornata          | Virtus Rieti | 93 – 94 (d.t.s.)  | Basket Trapani | Palaloniano |
| Luigi Satolli Allenatori Gianni Montemurro |              |                   |                |             |
|                                            |              |                   |                |             |
| Luigi Satolli                              | Allenatori   | Gianni Montemurro |                |             |

| Trapani 21 ottobre 2001 3ª giornata        | Basket Trapani | 70 – 62       | Libertas Forlì | Palallio |
| Gianni Montemurro Allenatori Miguel Volcan |                |               |                |          |
|                                            |                |               |                |          |
| Gianni Montemurro                          | Allenatori     | Miguel Volcan |                |          |

| Trapani 28 ottobre 2001 4ª giornata          | Basket Trapani | 79 – 72         | Virtus Imola | Palallio |
| Gianni Montemurro Allenatori Renato Sabatino |                |                 |              |          |
|                                              |                |                 |              |          |
| Gianni Montemurro                            | Allenatori     | Renato Sabatino |              |          |

| Teramo 4 novembre 2001 5ª giornata           | Teramo Basket | 86 – 73           | Basket Trapani | PalaScapriano |
| Franco Gramenzi Allenatori Gianni Montemurro |               |                   |                |               |
|                                              |               |                   |                |               |
| Franco Gramenzi                              | Allenatori    | Gianni Montemurro |                |               |

| Trapani 11 novembre 2001 6ª giornata            | Basket Trapani | 88 – 96            | Robur Osimo | Palallio |
| Gianni Montemurro Allenatori Alessio Baldinelli |                |                    |             |          |
|                                                 |                |                    |             |          |
| Gianni Montemurro                               | Allenatori     | Alessio Baldinelli |             |          |

| Cefalù 18 novembre 2001 7ª giornata           | Basket Cefalù | 77 – 74           | Basket Trapani | Palazzetto dello Sport "Ignazio Cefalù" |
| Riccardo Cantone Allenatori Gianni Montemurro |               |                   |                |                                         |
|                                               |               |                   |                |                                         |
| Riccardo Cantone                              | Allenatori    | Gianni Montemurro |                |                                         |

| Cento 24 novembre 2001 8ª giornata           | Benedetto XIV Cento | 67 – 80           | Basket Trapani | PalaBenedetto |
| Adriano Furlani Allenatori Gianni Montemurro |                     |                   |                |               |
|                                              |                     |                   |                |               |
| Adriano Furlani                              | Allenatori          | Gianni Montemurro |                |               |

| Trapani 2 dicembre 2001 9ª giornata       | Basket Trapani | 93 – 94 (d.t.s.) | S.C. Gira | Palallio |
| Gianni Montemurro Allenatori Gianni Zappi |                |                  |           |          |
|                                           |                |                  |           |          |
| Gianni Montemurro                         | Allenatori     | Gianni Zappi     |           |          |

| Forlì 9 dicembre 2001 10ª giornata             | Fulgor Forlì | 88 – 79           | Basket Trapani | PalaGalassi |
| Loris Giovannetti Allenatori Gianni Montemurro |              |                   |                |             |
|                                                |              |                   |                |             |
| Loris Giovannetti                              | Allenatori   | Gianni Montemurro |                |             |

| Trapani 16 dicembre 2001 11ª giornata              | Basket Trapani | 79 – 67               | LBL Caserta | Palallio |
| Gianni Montemurro Allenatori Francesco Ponticiello |                |                       |             |          |
|                                                    |                |                       |             |          |
| Gianni Montemurro                                  | Allenatori     | Francesco Ponticiello |             |          |

| Argenta 23 dicembre 2001 12ª giornata       | Basket Argenta | 72 – 69           | Basket Trapani | Palasport Don Minzoni |
| Antonio Tritto Allenatori Gianni Montemurro |                |                   |                |                       |
|                                             |                |                   |                |                       |
| Antonio Tritto                              | Allenatori     | Gianni Montemurro |                |                       |

| Trapani 6 gennaio 2002 13ª giornata            | Basket Trapani | 75 – 69           | Latina Basket | Palallio |
| Gianni Montemurro Allenatori Alberto Brogialdi |                |                   |               |          |
|                                                |                |                   |               |          |
| Gianni Montemurro                              | Allenatori     | Alberto Brogialdi |               |          |

#### Girone di ritorno
| Patti 13 gennaio 2002 14ª giornata           | Pall. Patti | 77 – 89           | Basket Trapani | Palasport Case Nuove Russo |
| Giuseppe Sidoti Allenatori Gianni Montemurro |             |                   |                |                            |
|                                              |             |                   |                |                            |
| Giuseppe Sidoti                              | Allenatori  | Gianni Montemurro |                |                            |

| Trapani 20 gennaio 2002 15ª giornata       | Basket Trapani | 76 – 74       | Virtus Rieti | Palallio |
| Gianni Montemurro Allenatori Luigi Satolli |                |               |              |          |
|                                            |                |               |              |          |
| Gianni Montemurro                          | Allenatori     | Luigi Satolli |              |          |

| Forlì 27 gennaio 2002 16ª giornata         | Libertas Forlì | 76 – 84           | Basket Trapani | PalaGalassi |
| Miguel Volcan Allenatori Gianni Montemurro |                |                   |                |             |
|                                            |                |                   |                |             |
| Miguel Volcan                              | Allenatori     | Gianni Montemurro |                |             |

| Imola 3 febbraio 2002 17ª giornata           | Virtus Imola | 72 – 77           | Basket Trapani | PalaRuggi |
| Renato Sabatino Allenatori Gianni Montemurro |              |                   |                |           |
|                                              |              |                   |                |           |
| Renato Sabatino                              | Allenatori   | Gianni Montemurro |                |           |

| Trapani 10 febbraio 2002 18ª giornata        | Basket Trapani | 69 – 83         | Teramo Basket | Palallio |
| Gianni Montemurro Allenatori Franco Gramenzi |                |                 |               |          |
|                                              |                |                 |               |          |
| Gianni Montemurro                            | Allenatori     | Franco Gramenzi |               |          |

| Osimo 17 febbraio 2002 19ª giornata             | Robur Osimo | 90 – 65           | Basket Trapani | PalaRossini |
| Alessio Baldinelli Allenatori Gianni Montemurro |             |                   |                |             |
|                                                 |             |                   |                |             |
| Alessio Baldinelli                              | Allenatori  | Gianni Montemurro |                |             |

| Trapani 24 febbraio 2002 20ª giornata         | Basket Trapani | 74 – 70          | Basket Cefalù | Palallio |
| Gianni Montemurro Allenatori Riccardo Cantone |                |                  |               |          |
|                                               |                |                  |               |          |
| Gianni Montemurro                             | Allenatori     | Riccardo Cantone |               |          |

| Trapani 3 marzo 2002 21ª giornata            | Basket Trapani | 72 – 77         | Benedetto XIV Cento | Palallio |
| Gianni Montemurro Allenatori Adriano Furlani |                |                 |                     |          |
|                                              |                |                 |                     |          |
| Gianni Montemurro                            | Allenatori     | Adriano Furlani |                     |          |

| Ozzano dell'Emilia 9 marzo 2002 22ª giornata | S.C. Gira  | 78 – 84           | Basket Trapani | PalaGira |
| Gianni Zappi Allenatori Gianni Montemurro    |            |                   |                |          |
|                                              |            |                   |                |          |
| Gianni Zappi                                 | Allenatori | Gianni Montemurro |                |          |

| Trapani 17 marzo 2002 23ª giornata             | Basket Trapani | 77 – 84           | Fulgor Forlì | Palallio |
| Gianni Montemurro Allenatori Loris Giovannetti |                |                   |              |          |
|                                                |                |                   |              |          |
| Gianni Montemurro                              | Allenatori     | Loris Giovannetti |              |          |

| Caserta 24 marzo 2002 24ª giornata                 | LBL Caserta | 83 – 70           | Basket Trapani | PalaMaggiò |
| Francesco Ponticiello Allenatori Gianni Montemurro |             |                   |                |            |
|                                                    |             |                   |                |            |
| Francesco Ponticiello                              | Allenatori  | Gianni Montemurro |                |            |

| Trapani 6 aprile 2002 25ª giornata          | Basket Trapani | 79 – 71        | Basket Argenta | Palallio |
| Gianni Montemurro Allenatori Antonio Tritto |                |                |                |          |
|                                             |                |                |                |          |
| Gianni Montemurro                           | Allenatori     | Antonio Tritto |                |          |

| Latina 14 aprile 2002 26ª giornata             | Latina Basket | 80 – 70           | Basket Trapani | PalaBianchini |
| Alberto Brogialdi Allenatori Gianni Montemurro |               |                   |                |               |
|                                                |               |                   |                |               |
| Alberto Brogialdi                              | Allenatori    | Gianni Montemurro |                |               |

#### Play-off

##### Quarti di finale
| Montichiari 2002 gara 1                       | Basket Montichiari | 69 – 70           | Basket Trapani | PalaGarda |
| Mauro Procaccini Allenatori Gianni Montemurro |                    |                   |                |           |
|                                               |                    |                   |                |           |
| Mauro Procaccini                              | Allenatori         | Gianni Montemurro |                |           |

| Trapani 2002 gara 2                           | Basket Trapani | 82 – 85          | Basket Montichiari | Palallio |
| Gianni Montemurro Allenatori Mauro Procaccini |                |                  |                    |          |
|                                               |                |                  |                    |          |
| Gianni Montemurro                             | Allenatori     | Mauro Procaccini |                    |          |

| Montichiari 2002 gara 3                       | Basket Montichiari | 84 – 72           | Basket Trapani | PalaGarda |
| Mauro Procaccini Allenatori Gianni Montemurro |                    |                   |                |           |
|                                               |                    |                   |                |           |
| Mauro Procaccini                              | Allenatori         | Gianni Montemurro |                |           |

- Esito:

Montichiari vince la serie per 2 a 1

### Coppa Italia

#### Trentaduesimi di finale
| Palermo 2001 andata                           | Eagles Palermo | 69 – 89           | Basket Trapani | PalaUditore |
| Giacomo Genovese Allenatori Gianni Montemurro |                |                   |                |             |
|                                               |                |                   |                |             |
| Giacomo Genovese                              | Allenatori     | Gianni Montemurro |                |             |

| Trapani 2001 ritorno                          | Basket Trapani | 74 – 49          | Eagles Palermo | Palallio |
| Gianni Montemurro Allenatori Giacomo Genovese |                |                  |                |          |
|                                               |                |                  |                |          |
| Gianni Montemurro                             | Allenatori     | Giacomo Genovese |                |          |

- Esito:

Palermo-Trapani 118-163

#### Sedicesimi di finale
| Cefalù 2001 andata                            | Basket Cefalù | 87 – 71           | Basket Trapani | Palazzetto dello Sport "Ignazio Cefalù" |
| Riccardo Cantone Allenatori Gianni Montemurro |               |                   |                |                                         |
|                                               |               |                   |                |                                         |
| Riccardo Cantone                              | Allenatori    | Gianni Montemurro |                |                                         |

| Trapani 2001 ritorno                          | Basket Trapani | 84 – 93          | Basket Cefalù | Palallio |
| Gianni Montemurro Allenatori Riccardo Cantone |                |                  |               |          |
|                                               |                |                  |               |          |
| Gianni Montemurro                             | Allenatori     | Riccardo Cantone |               |          |

- Esito:

Cefalù-Trapani  180-155